# Louise Héger

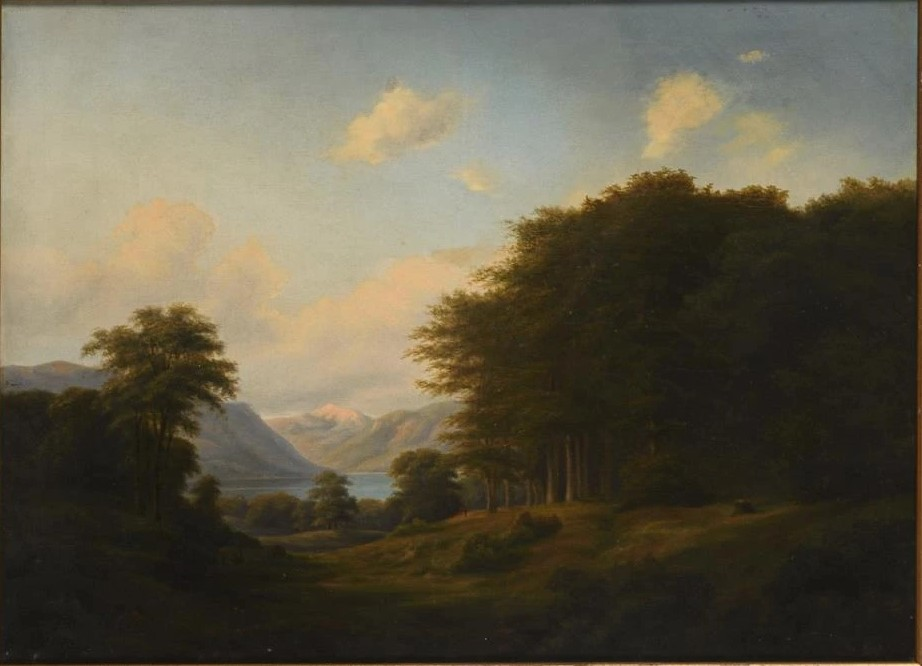
Louise Héger, Sylvan Landschap

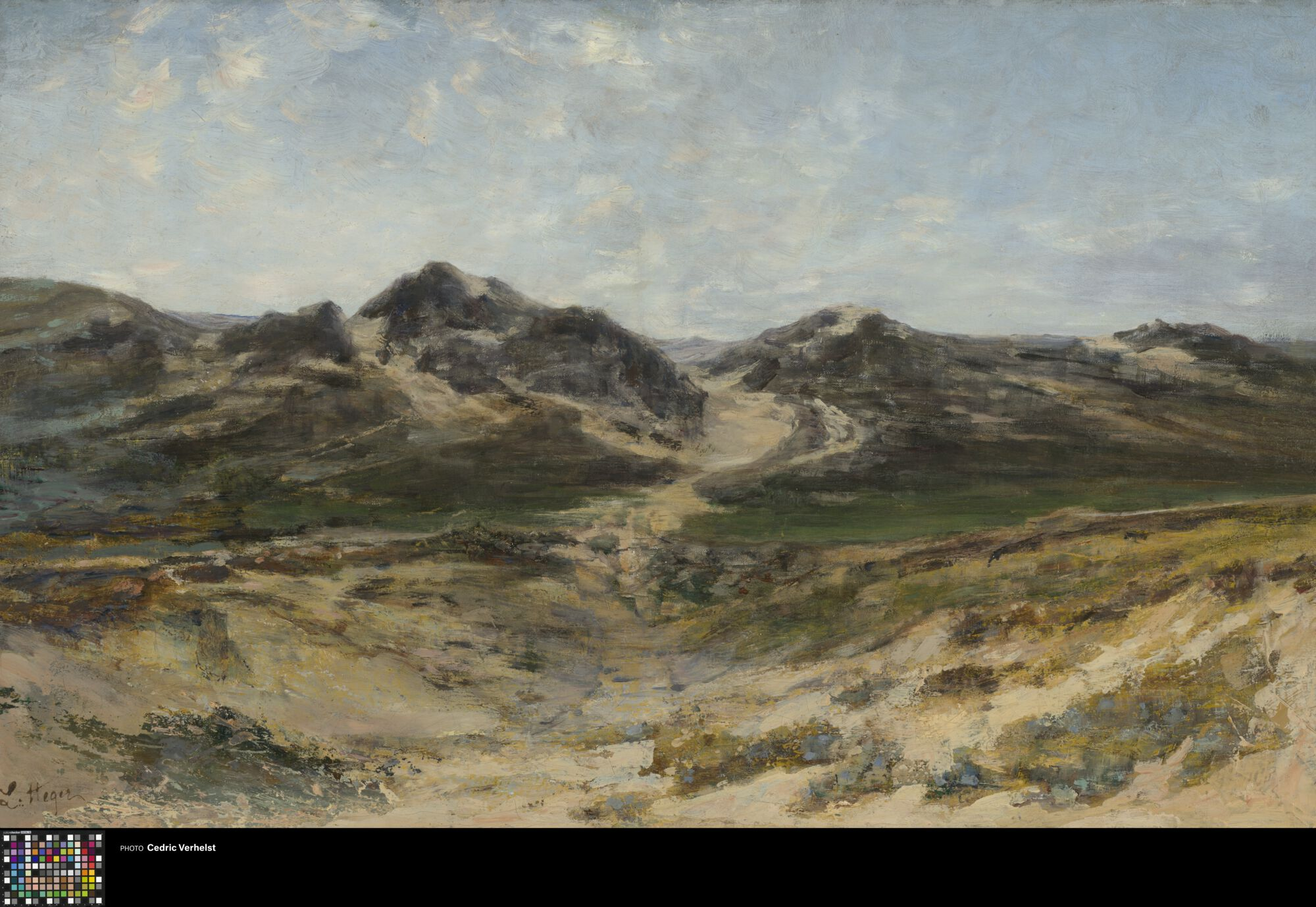
Route des pêcheurs à Coxyde. Collectie: NAVIGO-Nationaal Visserijmuseum, inventarisnummer: 7578.

Lisa Marie Louise Hortense (Louise) Héger (Brussel, 14 juli 1839 - Elsene, 21 juli 1933) was een Belgisch kunstschilder en landschapsontwerper. Ze is een van de figuren van de Belgische impressionistische beweging. 

## Biografie
De ouders van Louise Héger waren Constantin Héger en Zoé Parent. Ze groeide op in een progressief gezin dat over voldoende middelen beschikte. Haar moeder runde een pension in Brussel waar jonge meisjes onderwezen werden. Ze had een nauwe band met de feministische schrijfster Zoé de Gamond. Louise's vader was professor aan het Atheneum van Brussel. De familie van Louise Héger had connecties met de Belgische artistieke kringen. Haar broer, Paul Héger, trouwde met Léontine van Mons, de zus van mecenas Emile van Mons en de nicht van de dichter en kunstcriticus Emile Verhaeven. Haar zus, Victorine Héger, trouwde met Emile Picard, de broer van de verzamelaar en kunstcriticus Edmond Picard.

### Artistieke opleiding
Hoewel het artistieke opleidingscircuit in België vóór de jaren 1880 ontoegankelijk bleef voor vrouwen, kon Louise Héger op alternatieve manieren schildertechniek en esthetische gevoeligheid verwerven. Ze volgde onder meer les bij de kunstenaar Paul Lauters, die haar de technische basisbeginselen van tekenen, graveren en olieverfschilderen bijbracht. Hij liet haar ook kennismaken met de landschapskunst. Aanvankelijk gebeurde dat in het atelier en aan de hand van prenten, maar het duurde niet lang voordat ze de buitenschilderkunst ontdekte.
In Genk en Tervuren werkte ze samen met Alphonse Asselbergs, Joseph Coosemans en Théodore T'Scharner. Ze zocht snel inspiratie buiten België. Zo verbleef ze in Italië, Zwitserland en Noorwegen. 
Louise Héger ging regelmatig naar de Koninklijke Musea voor Schone Kunsten van België, waar ze oefende door tentoongestelde werken te kopiëren. In 1883 trad ze toe tot het vrouwelijke atelier van de Belgische schilder Alfred Stevens, gevestigd in Parijs. Daar perfectioneerde ze haar gebruik van olieverf en raakte ze vertrouwd met de impressionistische esthetiek. 

### Artistieke carrière
Door haar artistieke interesses en ambities koos Louise Héger ervoor om vrijgezel te blijven en zo haar kunst regelmatig te beoefenen. Deze manier van leven was alleen mogelijk na een compromis met haar ouders: door haar aan te nemen als lerares aan het Héger-internaat, zorgden ze ervoor dat hun dochter niet uit Brussel vertrok en dat ze tegelijkertijd een salaris kreeg.
Louise Héger schilderde voornamelijk landschappen. Voortbouwend op de relaties die ze met culturele actoren had opgebouwd, nam Louise Héger in 1873, 1874 en 1878 deel aan de jaarlijkse tentoonstellingen van de Cercle Artistique et Littéraire de Bruxelles. Twee van haar werken werden in 1879 tentoongesteld op de Parijse salon. Ook in 1884 was haar werk te zien op de Parijse salon. Haar aanwezigheid op de nationale en internationale artistieke scènes blijft niet onopgemerkt. Het duurde niet lang voordat ze opdrachten kreeg vanuit de burgerij, zoals van Emile van Mons.
Gedurende het daaropvolgende decennium vond er een keerpunt plaats in de artistieke carrière van Louise Héger. Enerzijds bevrijdde ze zich van de voogdij van haar ouders door een einde te maken aan haar lesactiviteiten op het internaat. Ze opende haar nieuwe onafhankelijke werkplaats in de Isabellastraat, die zowel een plaats van creatie als van tentoonstelling werd en ze wijdde zich nu uitsluitend aan de beoefening van haar kunst. Aan de andere kant bevrijdde ze zich van de esthetische invloeden via haar relaties met landschapsschilders uit de realistische traditie.
Dankzij haar netwerk van relaties profiteerde Louise Héger van de veranderingen in het systeem van tentoonstelling van werken: ze bezocht particuliere culturele circuits waar de Brusselse intelligentsia samenstroomde om hun economisch kapitaal om te zetten in cultureel kapitaal. Haar creaties zijn opgenomen in de privécollecties van Ernest Solvay en Henri van Cutsem. Naast haar deelname aan binnenlandse beurzen bleef ze regelmatig exposeren op officiële beurzen: ze nam deel aan alle jaarlijkse nationale tentoonstellingen van 1895 tot 1900. Een van haar studies, getiteld Houffalize, werd opgenomen in de openbare collecties van de Koninklijke Musea voor Schone Kunsten van België nadat het werk werd gepresenteerd op de Internationale Tentoonstelling van Brussel van 1897. Het werk ging tijdens de Tweede Wereldoorlog verloren en er zijn geen afbeeldingen van het schilderij bewaard gebleven.

### Esthethiek
Louise Héger haalt haar iconografische thema's uit de landschappen waar ze doorheen reist tijdens haar reizen in binnen- en buitenland: zeegezichten, boslandschappen, kustlandschappen of stedelijke taferelen.
Louise Héger schildert met olieverf op doek of op kleine panelen. Haar artistieke praktijk blijft sterk bepaald door de grillen van het weer. Louise Héger bleef daarom gedurende haar hele carrière ook tekenen met houtskool en inkt. Ze voert voornamelijk natuurstudies uit als voorbereiding voor latere werken.
Louise Héger verloor geleidelijk de interesse in de getrouwe transcriptie van het landschap. Meer en meer ging ze haar persoonlijke indrukken op het doek projecteren. Dat is onder meer zichtbaar in haar late werken zoalsVillage de Coxyde. Het maakt Héger tot een voorloper van het Belgische impressionisme.
De esthetiek in het werk van Louise Héger bevindt zich in de marge van wat destijds werd verwacht van vrouwelijke kunstenaars. In tegenstelling tot bepaalde vrouwelijke kunstenaars die gevangen blijven in de privésfeer, slaagt zij erin de publieke ruimte, hier de natuur, over te nemen.

### Correspondentie
Louise Héger onderhield haar hele leven een intensieve correspondentie met de schilder Alphonse Asselbergs. Zijn brieven worden bewaard in de archieven van het Museum voor Schone Kunsten in Gent.